# Powerviolence
Powerviolence (v psaném textu někdy i jako power violence, zkráceně p-v), je surově, disharmonicky znějící subžánr hardcore punku. Tento hudební styl je velmi blízký, a prakticky odvozený z žánrů thrashcore a grindcore.